# Batalha de Milas
A Batalha de Milas (em latim: Mylae) foi uma batalha naval travada em 260 a.C., durante a Primeira Guerra Púnica, entre as marinhas de Cartago e da República Romana. Foi a primeira vitória naval na história de Roma e um evento chave na guerra, pois foi a primeira vez que os romanos utilizaram o corvo em combate.

## Contexto

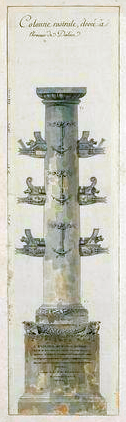
Coluna rostral de Duílio, com as proas dos navios capturados.

Inspirado pelo sucesso na Batalha de Agrigento, os romanos tentaram conquistar toda a Sicília, mas precisavam projetar efetivamente seu poderio naval para consegui-lo. Para desafiar a poderosa marinha cartaginesa, os romanos construíram uma frota de cem quinquerremos e vinte trirremos. Segundo Políbio, os romanos utilizaram um quinquerremo cartaginês capturado na Batalha de Messana quatro anos antes como modelo para toda sua frota, pois não havia entre os romanos o conhecimento necessário para construí-los. Porém, é possível que este fato seja um exagero, pois os romanos já conheciam os quinquerremos gregos antes disto.
Os dois cônsules romanos em 260 a.C. eram Cneu Cornélio Cipião Asina e Caio Duílio e os dois combinaram que o primeiro lideraria a frota e o segundo, o exército. Porém, o primeiro encontro de Cipião Asina com a frota inimiga, na Batalha das ilhas Líparas, os romanos perderam dezessete navios e tiveram que se render vergonhosamente aos cartagineses, comandados pelo general Boodes e ao almirante Aníbal Giscão, o mesmo que havia conseguido fugir da conquista de Agrigento. Depois da rendição, o resto da frota foi colocada sob os cuidados de Caio Duílio e o exército foi entregue aos tribunos militares.
Os romanos reconheceram sua inferioridade no poder e nas táticas navais, especialmente depois da derrota nas ilhas Líparas. Com isto em mente, os engenheiros criaram o "corvo", uma passarela móvel que podia "enganchar" e manter presos dois navios no mar, permitindo a atuação dos soldados romanos. O inventor é desconhecido, mas é possível que tenha sido siracusano. O corvo ficava preso à proa dos navios romanos num eixo rotacionável e girava para se posicionar melhor; a sua extremidade de ataque continha ganchos e pregos para se firmar bem no navio inimigo. Uma vez presos, a superioridade do exército romano se impunha numa luta corpo-a-corpo através do corvo, o que geralmente levava à captura do navio inimigo.

## Batalha
A frota de Duílio encontrou a de Aníbal ao norte de Milas em 260 a.C.. Segundo Políbio, os cartagineses contavam com 130 navios, mas não informa quantos eram os navios romanos. A perda de dezessete navios nas ilhas Líparas, se descontada dos 120 navios iniciais, indica que os romanos tinham 103 navios no início da batalha. Porém, é possível que o número fosse maior, por conta de navios capturados ou por navios recebidos dos aliados. Os cartagineses imaginavam que seria uma vitória fácil, especialmente por causa de sua experiência superior no mar.
Os "corvos" foram um sucesso completo e ajudaram os romanos a capturar os primeiros 30 navios que chegaram perto o suficiente, incluindo a nau capitânea cartaginesa. Para evitá-los, os cartagineses foram forçados a rodear a proa dos navios romanos para atacá-los por trás ou pelo lado. Mas, ainda assim, os corvos geralmente conseguiam girar e "agarrar" a maior parte dos navios que se aproximavam. Depois que mais vinte navios cartagineses foram agarrados e perdidos para os romanos, Aníbal ordenou a retirada de sua frota, deixando Duílio em clara condição de vitória.
Ao invés de perseguir o que restou da frota cartaginesa pelo mar, Duílio navegou para a Sicília e retomou o controle do exército. Em terra, salvou a cidade de Segesta, que estava cercada pelo general cartaginês Amílcar. Historiadores modernos especulam sobre esta decisão de Duílio de não realizar de imediato um novo ataque naval, mas é provável que os oitenta navios de Aníbal ainda fossem fortes demais para os romanos.

## Resultado
O sucesso em Milas permitiu que os romanos perseguissem Aníbal até a Sardenha, onde os romanos conseguiram destruir a maior parte da frota cartaginesa. Aníbal foi preso por seus próprios homens e, de volta a Cartago, foi crucificado por sua própria incompetência. Já Duílio recebeu a honra de uma coluna rostral com uma inscrição no Fórum Romano. Restos desta inscrição foram encontrados e estão nos Museus Capitolinos. Ela conta que, durante a Batalha de Milas, Duílio capturou 31 navios, afundou outros 13 e capturou um tesouro em ouro e prata de pelo menos 2 100 000 sestércios. Ao retornar para casa, Duílio recebeu o primeiro triunfo naval em Roma, no qual, segundo a inscrição, pela primeira vez desfilaram em Roma prisioneiros cartagineses nascidos livres. Apesar disto, Duílio jamais assumiu um novo comando, mas foi censor em 258 a.C..